# Rasheed Wallace
Rasheed Abdul Wallace (Philadelphia (Pennsylvania), 17 september 1974) is een Amerikaans basketballer die uitkomt voor de New York Knicks, waar hij meestal de positie van power forward bekleedt. Hij is 2,11 meter lang en weegt 105 kilogram. In het seizoen 2003/04 won hij met de Pistons het NBA-kampioenschap.

## Achtergrond
Wallace begon zijn carrière in Philadelphia, waar hij speelde voor de Simon Gratz High School. Ook was hij actief als hardloper en hoogspringer. Na zich daar in de kijker te hebben gespeeld werd hij na zijn high school-carrière naar de universiteit van Chapel Hill, North Carolina gehaald. Daar manifesteerde hij zich als een van de betere beloften van het Amerikaanse basketbal. Na zijn tweede jaar verliet hij Chapel Hill en nam hij deel aan de NBA Draft van 1995.

## NBA

### Washington Wizards
In de draft werd hij in de eerste ronde als 4e gekozen door de Washington Wizards, waar hij zijn eerste seizoen in de NBA mee afwerkte. Ook mocht hij opdraven in de wedstrijd tussen rookies die deel uitmaakt van het All-Star Weekend. Na dat seizoen werd hij geruild aan de Portland Trail Blazers voor de meer ervaren Rod Strickman.

### Portland Trail Blazers
Bij de Blazers zou Wallace uitgroeien tot een van de leiders van het team, met gemiddeld 15,1 punten per wedstrijd en een schietpercentage van 55,8 procent. Wallace zou uiteindelijk tot het zeven seizoenen bij de Blazers blijven, waar hij uitgroeide tot een van de meest veelzijdige spelers van de NBA. Hij werd zowel in 2000 als in 2001 verkozen tot All-Star, en in 1999 en 2000 leidde hij de Blazers tot de Conference Finals. Deze werden verloren tegen respectievelijk de San Antonio Spurs en de Los Angeles Lakers. Tijdens het seizoen 2003/04 werd hij geruild aan de Atlanta Hawks, die hem echter na één wedstrijd alweer verruilden aan de Detroit Pistons.

### Detroit Pistons
Wallace werd al snel een bepalende factor onder het bewind van toenmalig Pistons-coach Larry Brown. Na een sterk regulier seizoen kwamen ze in de NBA Playoffs terecht, waar eerst achtereenvolgens de Milwaukee Bucks, de New Jersey Nets en de Indiana Pacers verslagen werden. Hierna wisten ze de Los Angeles Lakers te verslaan, wat Wallace een eerste NBA-titel opleverde. Sindsdien hebben de Pistons telkens de playoffs gehaald, maar een nieuwe titel zat er niet in.
Na het kampioenenjaar had Wallace een nieuw, vijfjarig contract getekend ter waarde van 57 miljoen dollar.

### Boston Celtics
Op 8 juli 2009 verkocht aan de Boston Celtics voor een contract van 5.6 miljoen dollar per jaar.

### New York Knicks
Op 3 oktober 2012 keerde Wallace na twee jaar afwezigheid in de NBA terug bij de New York Knicks.